# Chiesa di San Vittore (Rosignano Monferrato)
La chiesa di San Vittore è la parrocchiale di Rosignano Monferrato, in provincia di Alessandria e diocesi di Casale Monferrato; fa parte dell'unità pastorale Beato Piergiorgio Frassati.

## Storia
Nella zona di Rosignano Monferrato esisteva un pieve situata all'esterno del paese già nell'XI secolo; nel 1553 la pieve fu al centro di una controversia che la opponeva alla cappella di San Giorgio e che fu poi risolta dall'arcivescovo di Vercelli Uguccione.

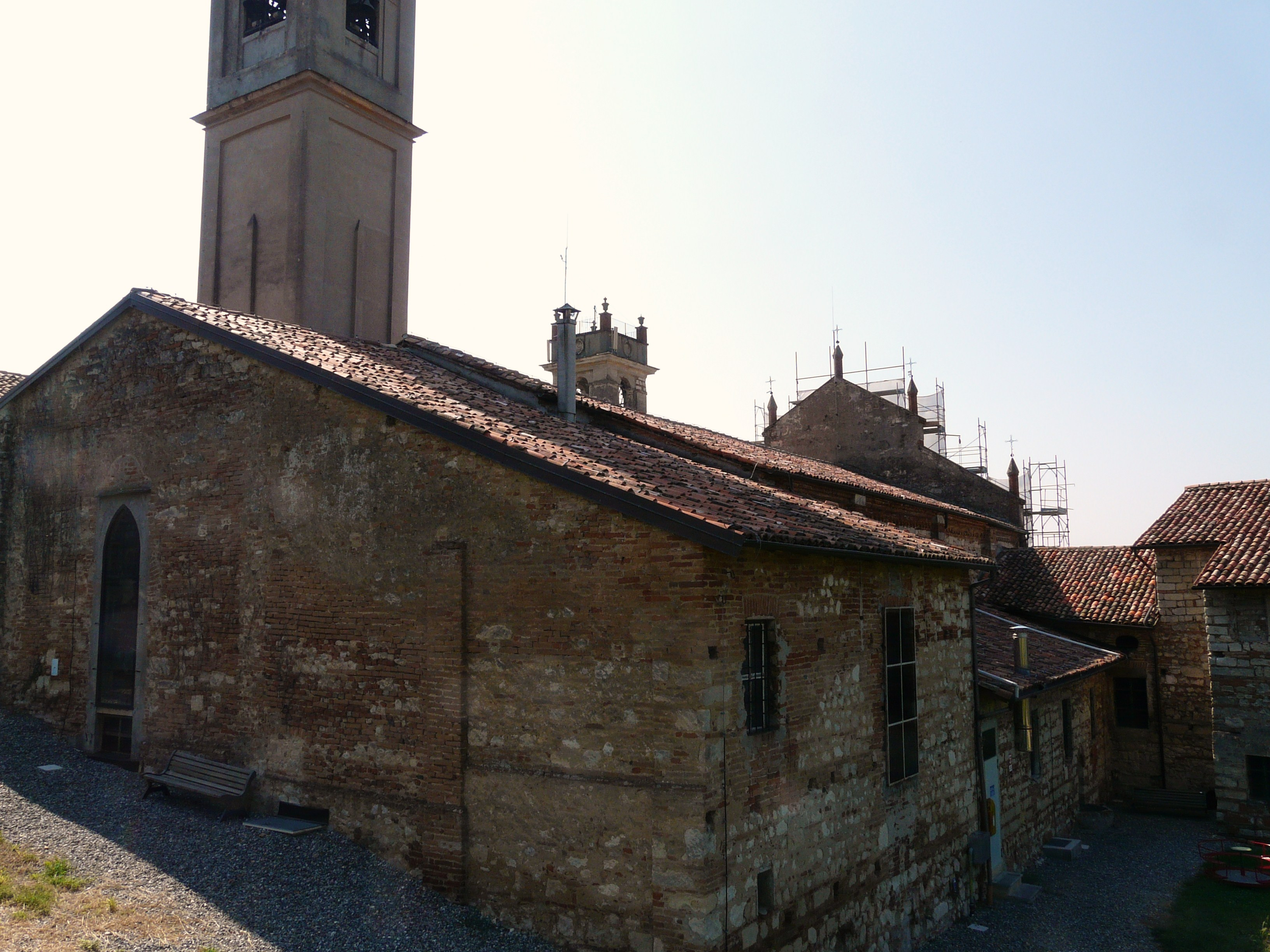
L'abside

Nel 1474 la pieve passò alla diocesi di Casale Monferrato.

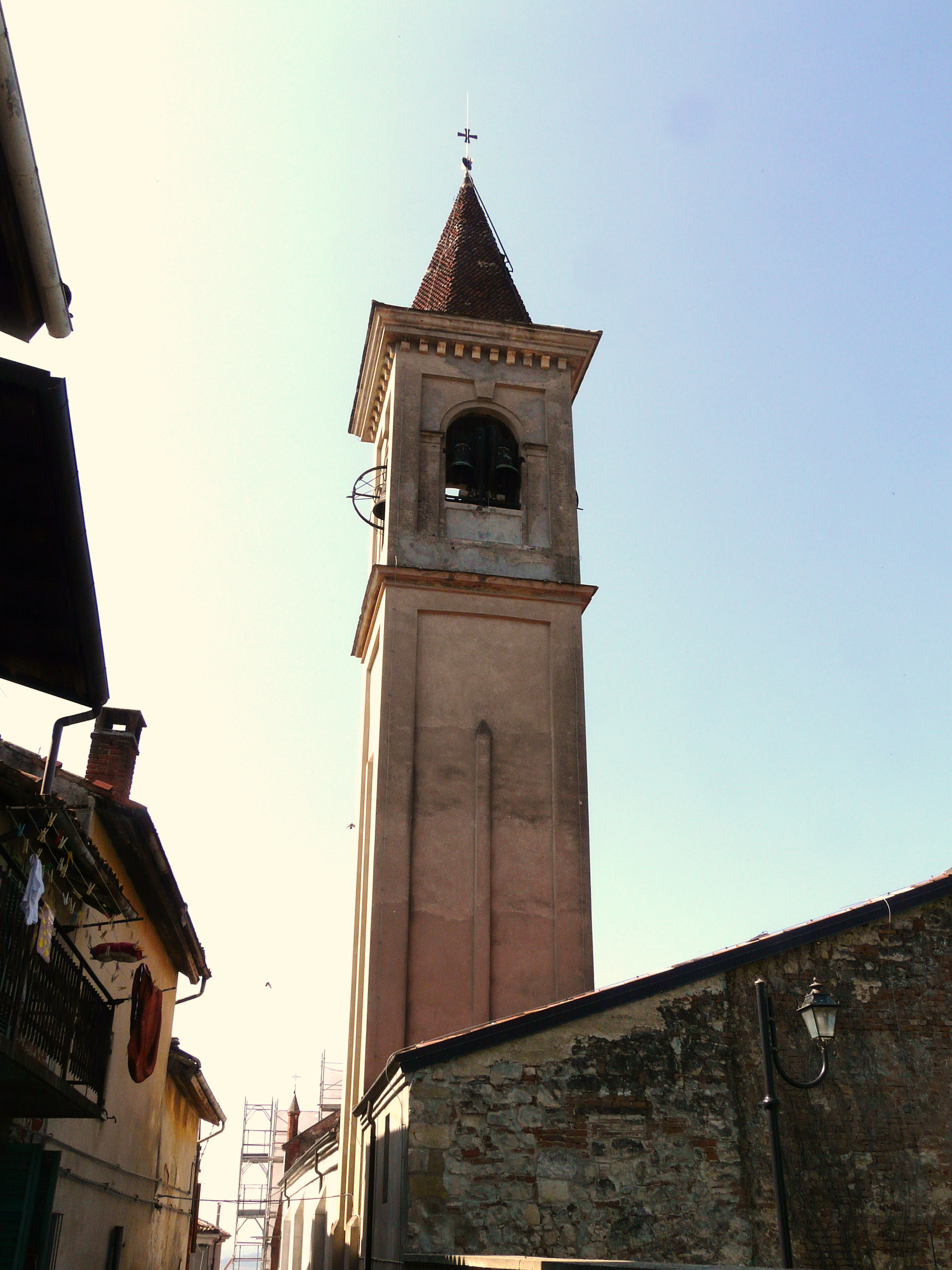
Il campanile

Nel 1481, ad opera de' Carmelitani Scalzi, venne edificata nel borgo la nuova chiesa della Beata Vergine del Carmine; fu consacrata il 2 maggio 1507.
Nel 1653, con la soppressione del convento dei Carmelitani decretata da papa Innocenzo X, la parrocchialità, che a partire dal 1555 aveva avuto sede nella chiesa di San Giovanni Evangelista, venne trasferita in questa, che contestualmente fu ridedicata a san Vittore.
Nel 1668 il coro dell'edificio risultava essere pericolante e subito un intervento di consolidamento nel 1710; nel XVIII secolo fu progettato dal viceparroco don Stefano Cantamessa un rifacimento della facciata, che poi però non andò in porto.
Nel 1758 ebbe effettivamente inizio un ammodernamento della facciata, condotto dai capomastri Bellotto e Tua, che fu poi ripreso nel 1823; la facciata subì una generale ricostruzione nel 1907 su disegno di Giuseppe Alzona.
Nel 1985 una tromba d'aria arrecò dei danni al tetto della struttura, mentre il campanile ed il coro vennero danneggiati dalle folgori nel 1989 e nel 1992.

## Descrizione

### Esterno
La facciata della chiesa è a salienti, è tripartita da dei contrafforti e presenta un'alternanza orizzontale di fasce in pietra e in mattoni; sotto la linea di gronda vi sono degli archetti pensili e, inoltre, sono presenti cinque pinnacoli. 

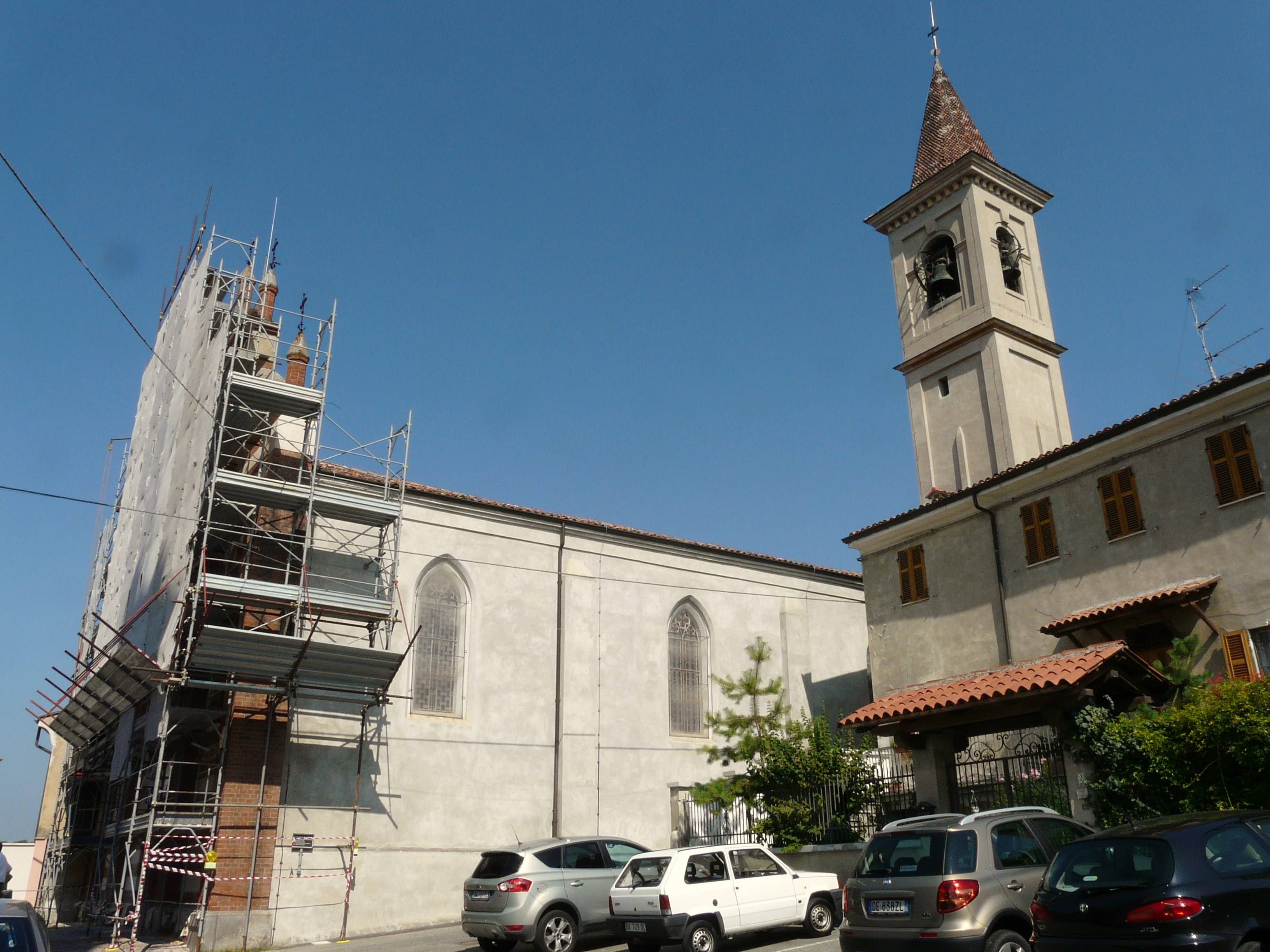
Vista della chiesa

Il portale maggiore è sovrastato da una lunetta in cui è inserito un dipinto ritraente la Santissima Trinità con la Madonna e i Santi Vittore e Giovanni Evangelista, un rosone oppilato ed una finestrella quadrilobata, mentre nelle nicchie dei contrafforti sono visibili le raffigurazioni dei Santi Martino, Giacomo, Giuseppe e Pietro in Vincoli.

### Interno

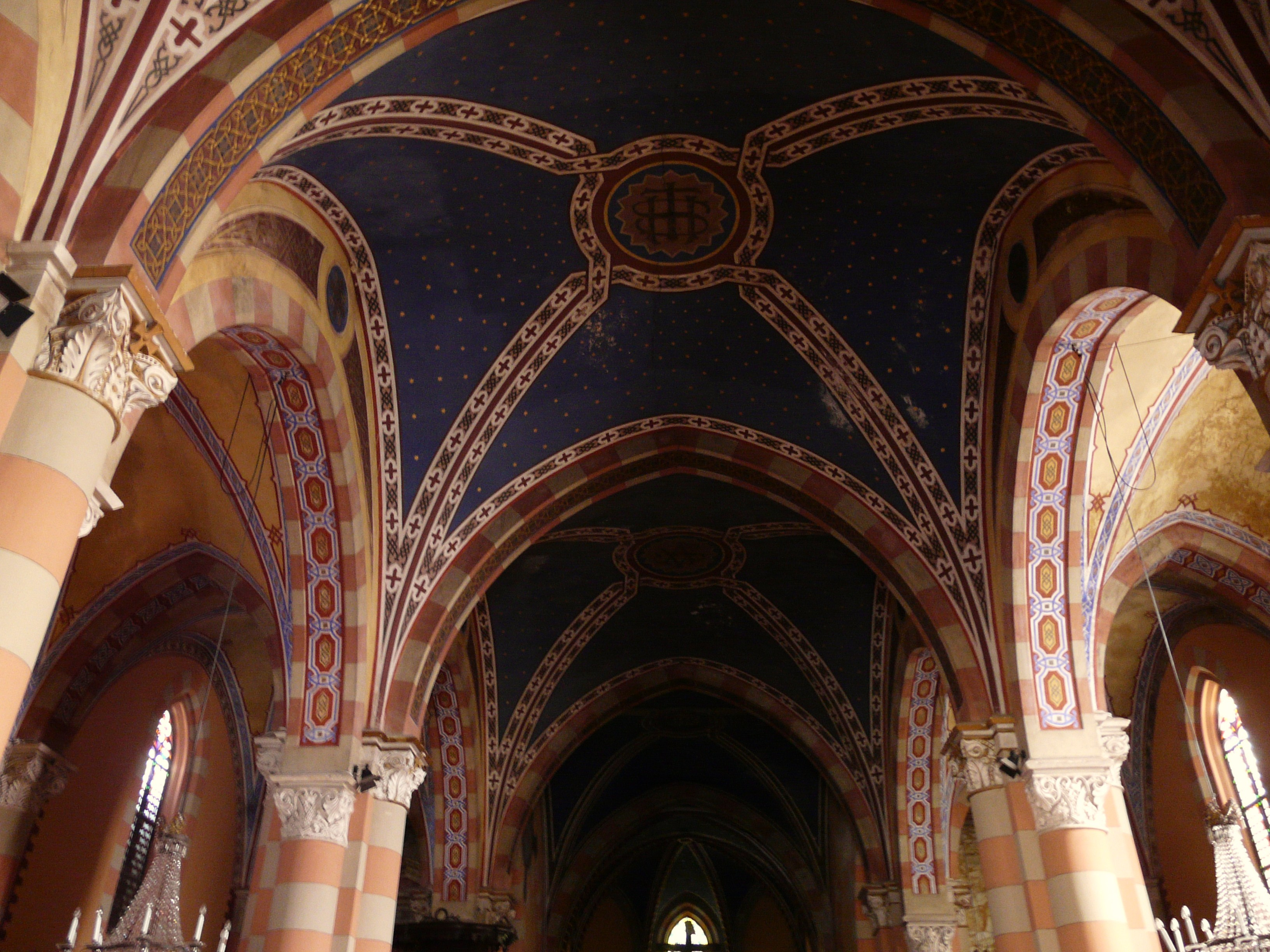
L'interno

Opere di pregio conservate all'interno, suddiviso in tre navate separate da pilastri, sono una statua avente come soggetto San Francesco, risalente al Cinquecento e restaurata nell'anno 1992, il coro ligneo, realizzato nel 1824, la balaustra in marmo costruita nel 1777 da Paolo Bottinelli, la Via Crucis, dipinta su legno nel 1933 dalla bottega di Cristiano Delago, l'altare maggiore, dotato d'un tabernacolo avente la forma di un tempietto, e le due tele ritraenti la Madonna del Carmine col Bambino che soccorre le anime purganti e l'Assunta con santi, quest'ultima della scuola di Guglielmo Caccia.